# فراتر از واقع
فراتر از واقع (انگلیسی: Bigger Than Life) یک فیلم درام به کارگردانی نیکلاس ری است که در سال ۱۹۵۶ منتشر شد. از بازیگران آن می‌توان به جیمز میسون، باربارا راش، رابرت اف سیمون و والتر ماتائو اشاره کرد.
در سال ۱۹۶۳، کارگردان نامی موج نوی فرانسه ژان-لوک گدار اظهار داشت که این فیلم، یکی از ۱۰ فیلم برتری است که تاکنون ساخته شده است.
این فیلم با عنوان زندگی پرماجرا دوبله و از صدا و سیما پخش شد.